# Francisco Sanjosé
Francisco Sanjosé García (Sevilla, 12 de noviembre de 1952) es un exfutbolista español que se desempeñaba como defensa. Desarrolló toda su carrera futbolística profesional como jugador del Sevilla F.C., entidad a la que perteneció durante 16 temporadas, disputando un total de 373 partidos oficiales y anotando un total de 20 goles.
En 2015, el Sevilla F.C. nombró a Sanjosé VIII Dorsal de Leyenda de la entidad, máximo galardón que otorga el club hispalense a sus exjugadores.

## Clubes
| Club          | País   | Año       |
| ------------- | ------ | --------- |
| Sevilla F. C. | España | 1971-1986 |